# Tunku Alif Hussein Saifuddin Al-Amin
Alif Husain Saif ud-din al-Amin ibni Tuanku Muhriz (3 de setembro de 1984 – 15 de janeiro de 2016), foi o terceiro filho do reinante Yang di-Pertuan Besar de Negeri Sembilan, Tuanku Muhriz ibni Almarhum Tuanku Munawir. 